# Apple Silicon
Apple Silicon —seria procesorów typu system on chip (SoC) oraz system in packet (SiP) zaprojektowanych przez Apple Inc., opartych głównie na architekturze ARM. Układy te stanowią podstawę działania urządzeń Mac, iPhone, iPad, Apple TV, Apple Watch, AirPods, AirTag, HomePod oraz Apple Vision Pro.

## Historia i rozwój
Apple rozpoczęło projektowanie własnych układów scalonych w 2008 roku, po przejęciu firmy P.A. Semi, specjalizującej się w tworzeniu wydajnych procesorów o niskim poborze mocy. Pierwszym procesorem z tej serii był Apple A4, wprowadzony w 2010 roku wraz z premierą iPhone 4. Kolejne iteracje, takie jak A5, A6, A7 i nowsze, przynosiły stopniowe ulepszenia w zakresie wydajności i efektywności energetycznej.
W czerwcu 2020 roku Apple ogłosiło plan przejścia komputerów Mac z procesorów Intel na własne układy Apple Silicon, rozpoczynając tym samym dwuletni proces transformacji. Pierwszym komputerem Mac z Apple Silicon był MacBook Air z procesorem M1, wprowadzony na rynek w listopadzie 2020 roku. Procesor M1 charakteryzował się 8-rdzeniowym CPU, 8-rdzeniowym GPU oraz 16-rdzeniowym silnikiem Neural Engine, oferując znaczną poprawę wydajności i efektywności energetycznej w porównaniu do poprzednich modeli z procesorami Intel.

## Seria M
- M1: Wyposażony w 8-rdzeniowy CPU (4 rdzenie wysokowydajne, 4 energooszczędne), 8-rdzeniowy GPU oraz 16-rdzeniowy Neural Engine[8].
- M2: Wprowadzony w 2022 roku, posiada 8-rdzeniowy CPU i do 10-rdzeniowego GPU, obsługuje do 24 GB zunifikowanej pamięci i oferuje 20 miliardów tranzystorów[4].
- M3: Został zaprezentowany w 2023 roku, oferuje 12-rdzeniowy CPU (6 rdzeni wysokowydajnych i 6 energooszczędnych), 18-rdzeniowy GPU oraz obsługę do 36 GB pamięci RAM[4].
- M4: Posiada 14-rdzeniowy CPU i 20-rdzeniowy GPU, 32-rdzeniowy Neural Engine, obsługę do 48 GB zunifikowanej pamięci i ponad 50 miliardów tranzystorów[4].
- M5: Zaprezentowany w 2024 roku, M5 oferuje 16-rdzeniowy CPU, 24-rdzeniowy GPU, 64-rdzeniowy Neural Engine, obsługę do 64 GB pamięci RAM i zawiera 78 miliardów tranzystorów[4].

## Zastosowanie w urządzeniach
Każdy z układów serii M znajduje zastosowanie w różnych urządzeniach Apple:
- M1: Stosowany w MacBook Air (2020), MacBook Pro 13" (2020), Mac mini (2020) oraz iMac 24" (2021).
- M2: Wykorzystywany w MacBook Air (2022), MacBook Pro 13" (2022) oraz iPad Pro (2022).
- M3: Zastosowany w MacBook Air 15" (2023), MacBook Pro 14" i 16" (2023), oraz iMac 24" (2023).
- M4: Znajduje się w MacBook Pro 16" (2024), Mac Studio(inne języki) (2024) i Mac Pro (2024).
- M5: Wyposażono w niego najnowsze modele MacBook Pro 16" (2025) oraz iPad Pro (2025).